# Blaesoxipha pedatulla
Blaesoxipha pedatulla är en tvåvingeart som först beskrevs av Carroll William Dodge 1965.  Blaesoxipha pedatulla ingår i släktet Blaesoxipha och familjen köttflugor.
Artens utbredningsområde är Bahamas. Inga underarter finns listade i Catalogue of Life.